# Saccharolobus solfataricus
Saccharolobus solfataricus, dříve označovaný jako Sulfolobus solfataricus, je hypertermoacidofilním mikroorganismem z domény archea. V roce 2018 byl tento mikroorganismus reklasifikován z rodu Sulfolobus do nově vytvořeného rodu Saccharolobus, od této doby tedy nese nové označení Saccharolobus solfataricus.
Poprvé byl tento archeon objeven a izolován v roce 1980 dvěma německými vědci Karlem Setterem a Wolframem Zilligem u vulkánu Solfatara v Itálii, po kterém tento mikroorganismus také nese svůj název.

## Výskyt
Tento hypertermofilní mikroorganismus se vyskytuje ve vulkanicky a geotermálně vyhřívaných prostředích, jako jsou solfatarická pole a horké prameny po celém světě. Tento druh optimálně roste v prostředí s teplotami v rozmezí 80–85 °C a pH 2–4. Právě díky výskytu v prostředí s vysokými teplotami a nízkým pH je Sulfolobus solfataricus označován jako hypertermoacidofil.

## Metabolismus
Zástupci rodu Sulfolobus jsou obecně schopni oxidovat síru za tvorby sulfátu. S. solfataricus je striktně aerobním mikroorganismem, který je schopen heterotrofního i autotrofního růstu.
Během chemoorganotrofního růstu využívá širokou škálu organických látek jako jsou sacharidy, alkoholy, aldehydy, aminokyseliny a aromatické sloučeniny jako fenol. Pro oxidaci glukózy využívá modifikovanou Entner-Doudorffovu dráhu s následným zpracováním vzniklého pyruvátu v citrátovém cyklu. Terminálním akceptorem elektronů je molekulární kyslík.
Tento archeon je schopen také chemolitotrofního růstu využíváním elementární síry a sulfanu, které slouží je elektron-donorové pro fixaci oxidu uhličitého.

## Potenciál v biotechnologické aplikaci
Enzymy Sulfolobus spp. jsou pro biotechnologické aplikace zajímavé nejen pro svou katalytickou diversitu, ale také pro svou pH a teplotní stabilitu a zvýšenou odolnost vůči organickým rozpouštědlům a proteolýze. Vlivem svých extremofilních vlastností je S. solfataricus zajímavým potenciálním zdrojem termostabilních enzymů, které by mohly najít biotechnologickou aplikaci v čisticích prostředcích, potravinářském, textilním a papírenském průmyslu. Svou aplikaci by mohly též nalézt v diagnostice a vědeckém výzkumu.

### Esterasy
Velký potenciál pro průmyslové využití má serinová arylesterasa z S. solfataricus P1. Vedle její široké arylesterasové aktivity byla u této esterasy objevena také paraoxonasová aktivita k organofosfátům. Tento enzym se vyznačuje teplotním optimem 94 °C, biologickým poločasem enzymu (dobou, za kterou aktivita enzymu klesla na polovinu) zhruba 50 h při 90 °C a vysokou odolností vůči detergentům a organickým rozpouštědlům.

### Proteasy
Potenciálně průmyslově využitelné stabilní proteasy Sulfolobus spp. byly již předmětem několika studií. V jedné z těchto studií byla popsána chaperonin-asociovaná aminopeptidasa z S. solfataricus MT4. Imobilizací karboxypeptidasy z S. solfataricus MT4 bylo docíleno zvýšené stability tohoto enzymu a vyššího výtěžku reakce zprostředkované tímto enzymem.

### Chaperoniny
Během studie byl využit malý heat shock protein (S.so-HSP20) z S. solfataricus P2 pro zvýšení tolerance buněk bakterie E. coli k teplotním šokům (50 °C; 4 °C).

### Sulfolobiciny
S. solfataricus P1 a P2 jsou jedni ze známých zástupců rodu Sulfolobus, kteří produkují sulfolobiciny. Tyto proteiny, které figurují jako specifické růstové inhibitory cílící na úzce příbuzné druhy, jsou antimikrobiální biomolekuly odolné vůči vysokým teplotám (78 °C), působení SDS, trypsinu, širokému rozsahu pH 3–10,7 a dlouhodobému skladování.

### Liposomy
Extrémně termofilní mikroorganismy z domény archea mají k dispozici jedinečný typ buněčné membrány obsahující tetraetherové lipidy. Archealní lipidy vykazují dobrou teplotní a pH stabilitu, celkově vytvářejí stabilní membrány s dobrou nepropustností, tedy schopností udržet obsah, který obklopují, ve svém nitru. Jsou tedy slibným zdrojem pro tvorbu liposomů, které by mohly sloužit jako nosiče pro transport léků, vakcín a genů.